# المعرس (المحويت)

تعديل مصدري - تعديل

المعرس هي إحدى قرى عزلة الغربي الاعلى بمديرية المحويت التابعة لمحافظة المحويت، بلغ تعداد سكانها 318 نسمة حسب تعداد اليمن لعام 2004.